# Nanà (miniserie televisiva)
Nanà è una miniserie televisiva di coproduzione italiana e francese, con protagonista Francesca Dellera.

## Due puntate
Questa fiction televisiva, di genere romantico e dramma in costume, è una trasposizione audiovisiva del romanzo omonimo dello scrittore Émile Zola.
Venne girata nel 1999 come un film in due puntate. In Italia andò in onda in prima visione il 2 gennaio 2001 e il 3 gennaio 2001 su Canale 5, la principale rete del gruppo Mediaset. In Francia andò in onda in prima visione il 22 agosto 2001 e il 23 agosto 2001.
La regia è di Alberto Negrin; la colonna sonora è di Ennio Morricone.

## Interpreti e personaggi
- Francesca Dellera: Nanà
- Bernard Giraudeau: conte Muffat
- Jacques Perrin: marchese di Vandeuvres
- Emilio Bonucci: Fontan
- Antonello Fassari: Bordenave
- Assumpta Serna: Rose Mignon
- Francesca Benedetti: Madame Lerat
- Günther Maria Halmer: Steiner
- Sebastian Koch: Philippe
- Natalia Wörner: Sabine
- Alberto Molinari: Fauchery
- Giorgio Lupano: George
- Amii Stewart: Claudine
- Laura Nardi: Satin
- Maria Grazia Grassini: Madame Hugon
- Marco Cortesi: Mignon
- Emidio La Vella: gendarme
- Tommaso Accardo: suggeritore
- Claudia Giommarini: Pauline